# لورا راسيل
لورا راسيل هي لاعبة اتحاد الرغبي كندية، ولدت في 10 نوفمبر 1988 في كاليدون في كندا.